# Genagelter Stein

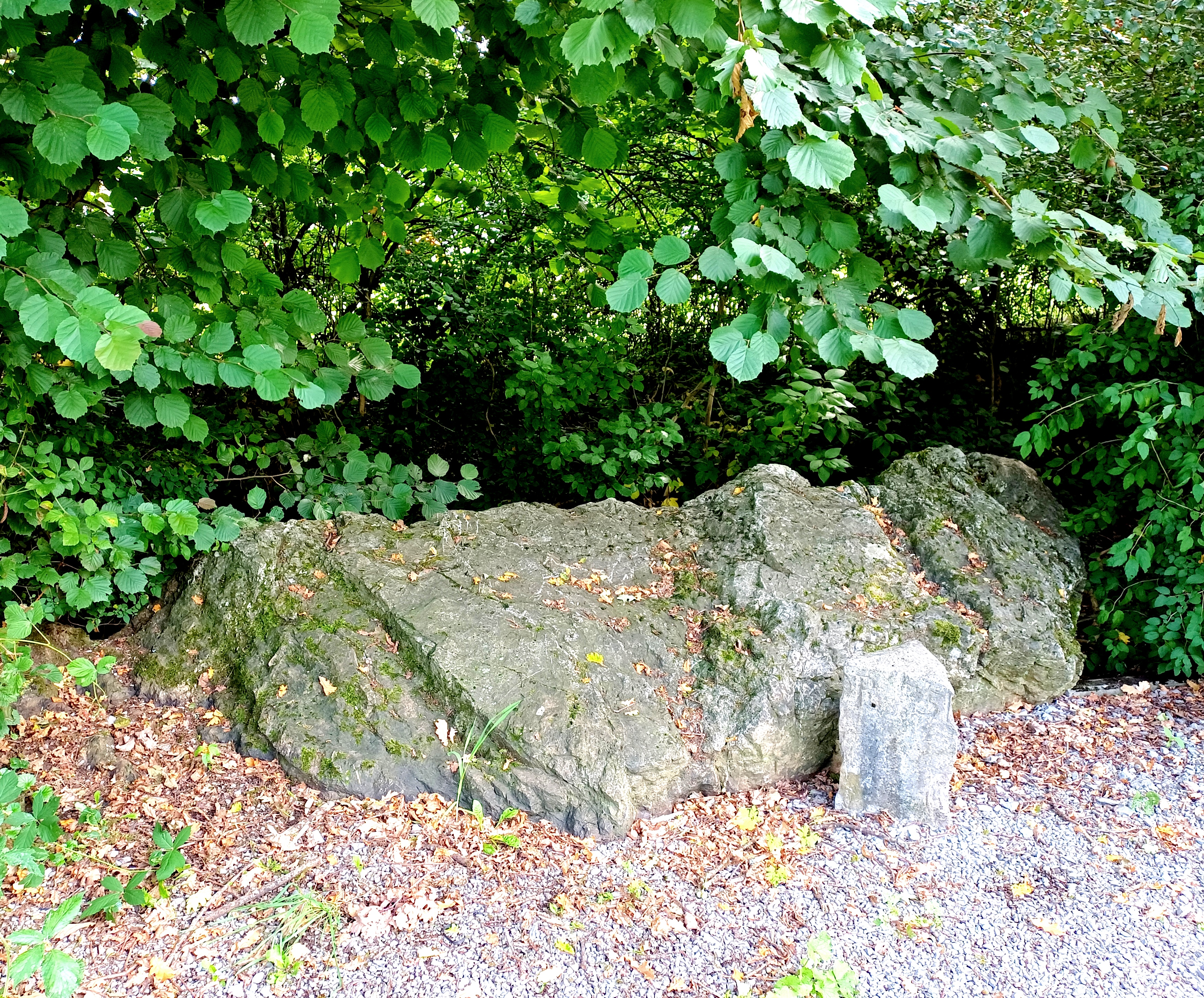
Felsblock genagelter Stein mit Dreiecksstein

Der genagelte Stein ist ein bräunlich-brauner Quarzitstein in der Gemeinde Roetgen in der Städteregion Aachen. Er erhielt seinen Namen nach den Nägeln, die ihn als früheren Grenzstein drei verschiedener Hoheitsgebiete kennzeichnen. Seit 1958 ist er als Naturdenkmal von Roetgen eingetragen.

## Chakteristik

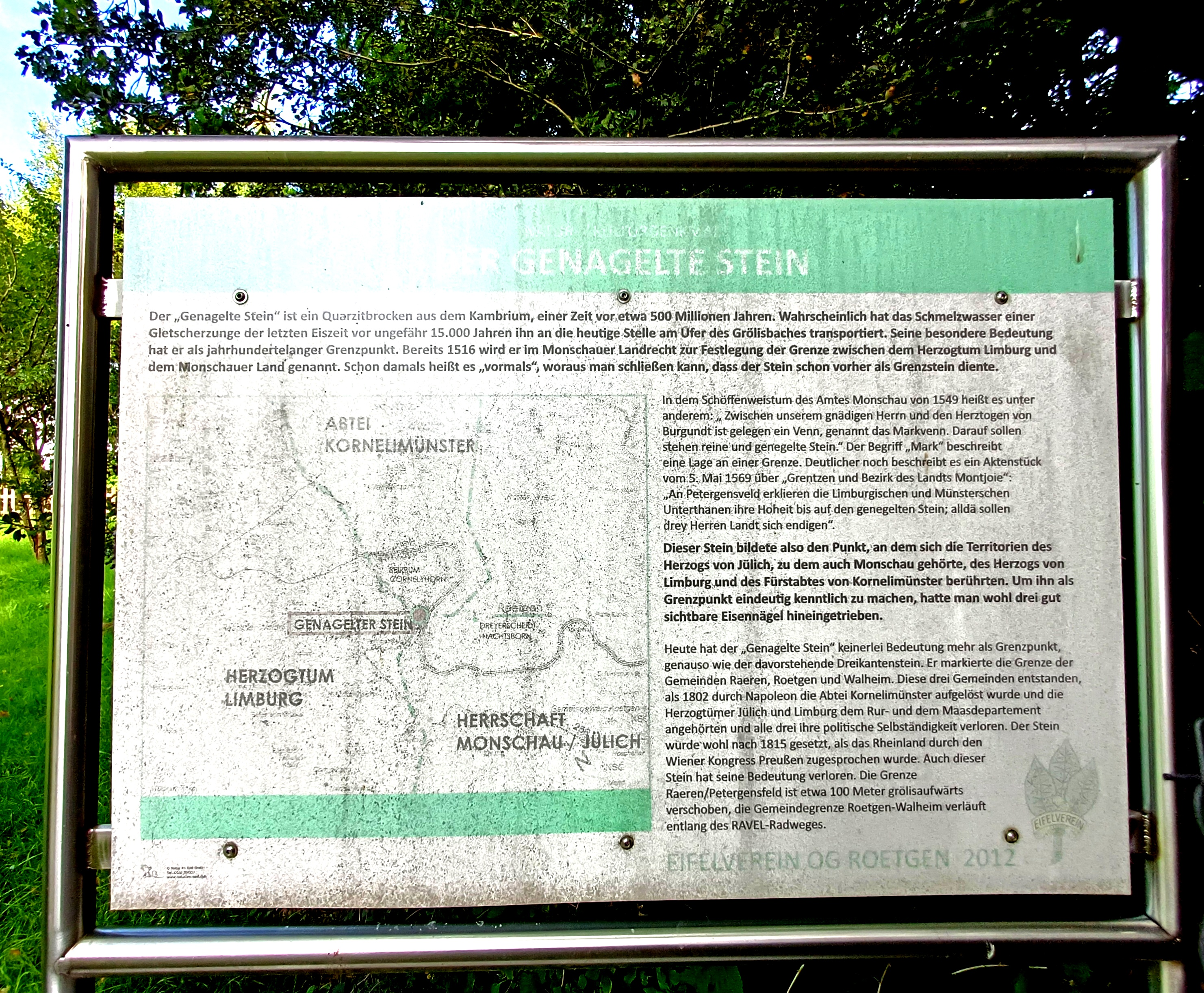
Infotafel

Der Quarzitstein ragt querrechteckig am Ufer des Grölisbaches hervor und hat eine ungefähre Größe von 4 × 1,50 × 1,50 Metern. Er ist Teil einer unterirdisch verlaufenden Quarzitbank, die als so genannte „Vennwacken“ an mehreren Hängen der Ausläufer des Hohen Venns durch Solifluktion aus der Umgebung hervortreten.
Aufgrund seiner Lage wurde der markante Stein erstmals im Jahr 1548 im Schöffenweisbuch des Amtes Monschau als Grenzstein erwähnt. Als solcher diente er zur Kennzeichnung dreier hoheitlicher Gebiete: dem Herzogtum Jülich-Berg, zu dessen Territorium sowohl Monschau als auch der damals noch junge Ort Roetgen gehörte, ferner dem Herzogtum Limburg sowie der freien Reichsabtei Kornelimünster, bis zu deren Auflösung Ende des 18. Jahrhunderts. Zur Markierung dieses Gebietsdreiecks wurden drei massive eiserne Nägel in den Stein eingeschlagen. Damit war auch der Name für diese Steinformation gegeben, der sich später in der Namensgebung eines nicht mehr existenten Hotelbetriebs, einer heutigen benachbarten Wohnanlage und eines rückseitigen Straßenzuges wiederfindet.

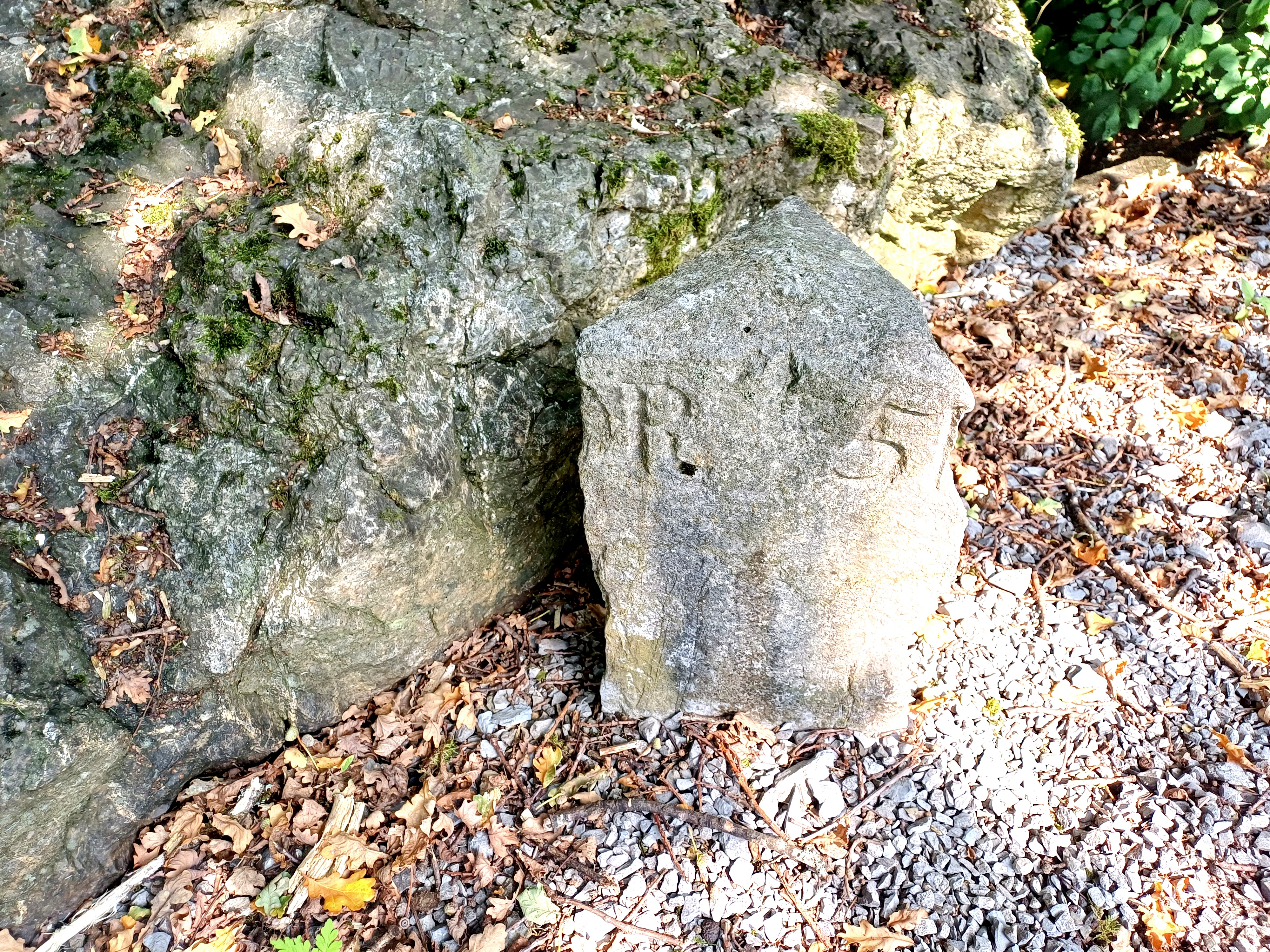
Dreiecksstein

Nach Auflösung oben genannter Herrschaftsgebiete und einer Neustrukturierung unter der preußischen Regierung wurde diesem Stein ein kleinerer Dreikantenstein vorgesetzt, der das Gebietsdreieck der neuen Gemeinden Roetgen, Raeren und Walheim kennzeichnete. Die Anfangsbuchstaben dieser Orte wurden jeweils in die Dreiecksflächen eingemeißelt: zum Felsblock hin ein „W“ und auf den beiden vorderen Seiten jeweils ein „R“. Dieser kleinere Grenzstein hat ebenfalls seine Bedeutung verloren, da die heutigen Grenzen Raeren/Roetgen etwa 100 Meter bachaufwärts und Roetgen/Walheim etwa 800 Meter nordöstlich am Vennbahnbogen bei Münsterbildchen verlaufen.
Aus bisher ungeklärtem Grund sind die drei Nägel auf dem Felsblock entfernt worden, denn ein Foto aus den 1980er-Jahren, wo der Stein hinter Stacheldraht liegt, weist eindeutig noch drei eingeschlagene Nägel auf. Das Umfeld wurde mehrfach verändert, anfangs waren es Weidewiesen, später Bauland, und die Anlieger gingen nicht gerade sorgfältig mit dem alten Grenzstein und seiner Umgebung um, die mit bodennahen Sträuchern und Stauden zu verwildern drohte. Erst nachdem sich ab etwa 2010 die Ortsgruppe Roetgen des Eifelvereins um die Pflege und Gestaltung des Naturdenkmals und seiner unmittelbaren Umgebung kümmert, ist die Anlage wieder in einem sehenswerten Zustand und mittels eines Zuganges entlang des Grölisbaches von der Bundesstraße aus erreichbar.